# كالوم أودودا
كالوم أودودا (بالإنجليزية: Callum O'Dowda)‏ (23 أبريل 1995 في المملكة المتحدة - ) هو لاعب كرة قدم بريطاني في مركز الوسط. شارك مع منتخب جمهورية أيرلندا تحت 21 سنة لكرة القدم ومنتخب جمهورية أيرلندا لكرة القدم. أما مع النوادي، فقد لعب مع أكسفورد يونايتد.

## وصلات خارجية
- كالوم أودودا على موقع الاتحاد الأوربي (الإنجليزية)
- كالوم أودودا على موقع قاعدة بيانات كرة القدم.إي يو (الإنجليزية)
- كالوم أودودا على موقع ناشيونال فوتبول تيمز (الإنجليزية)
- كالوم أودودا على موقع Soccerbase.com (لاعب) (الإنجليزية)
- كالوم أودودا على موقع Soccerway.com (الإنجليزية)
- كالوم أودودا على موقع عالم كرة القدم.نت (الإنجليزية)